# Marginalie

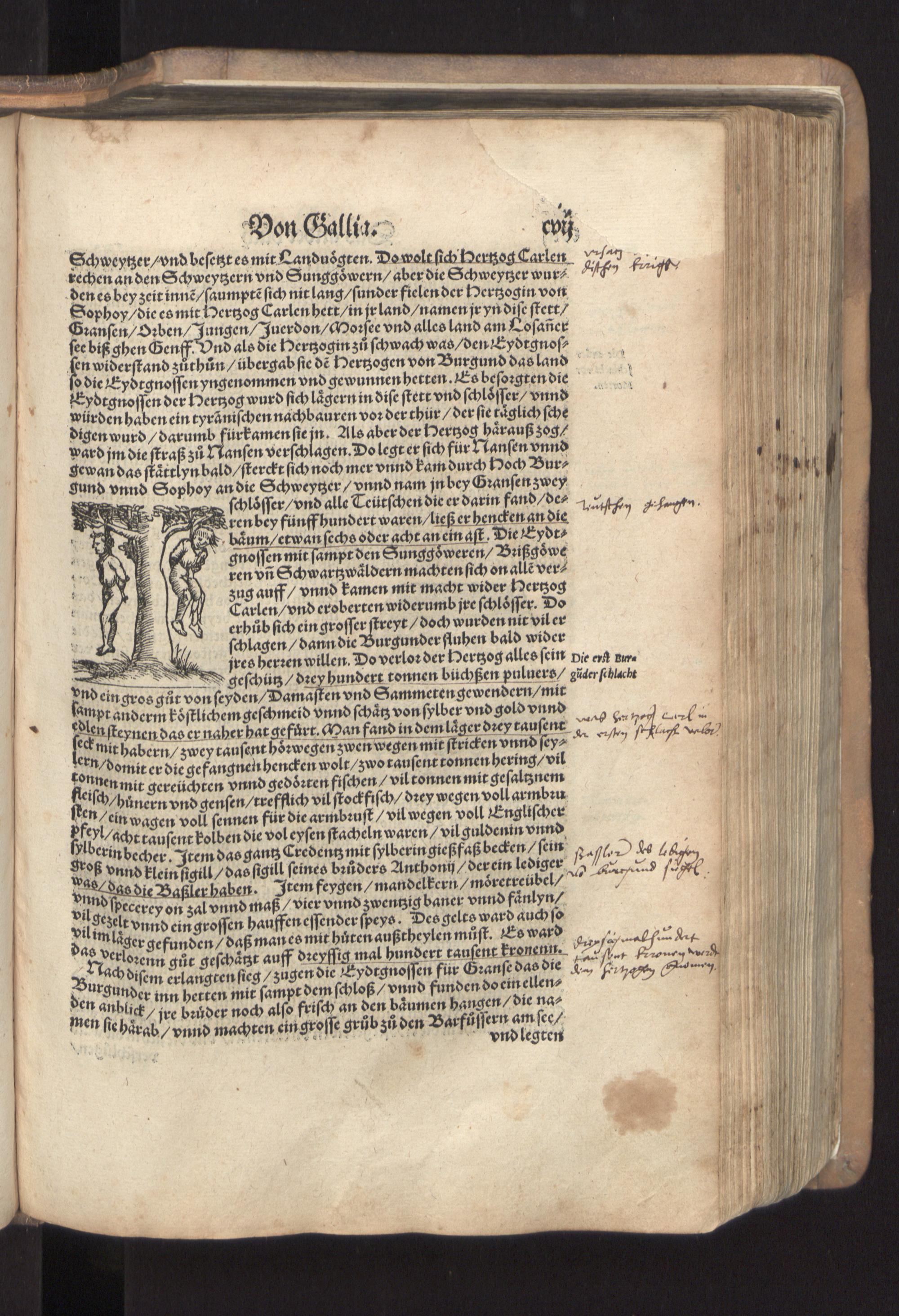
Gedruckte und handschriftliche Marginalien

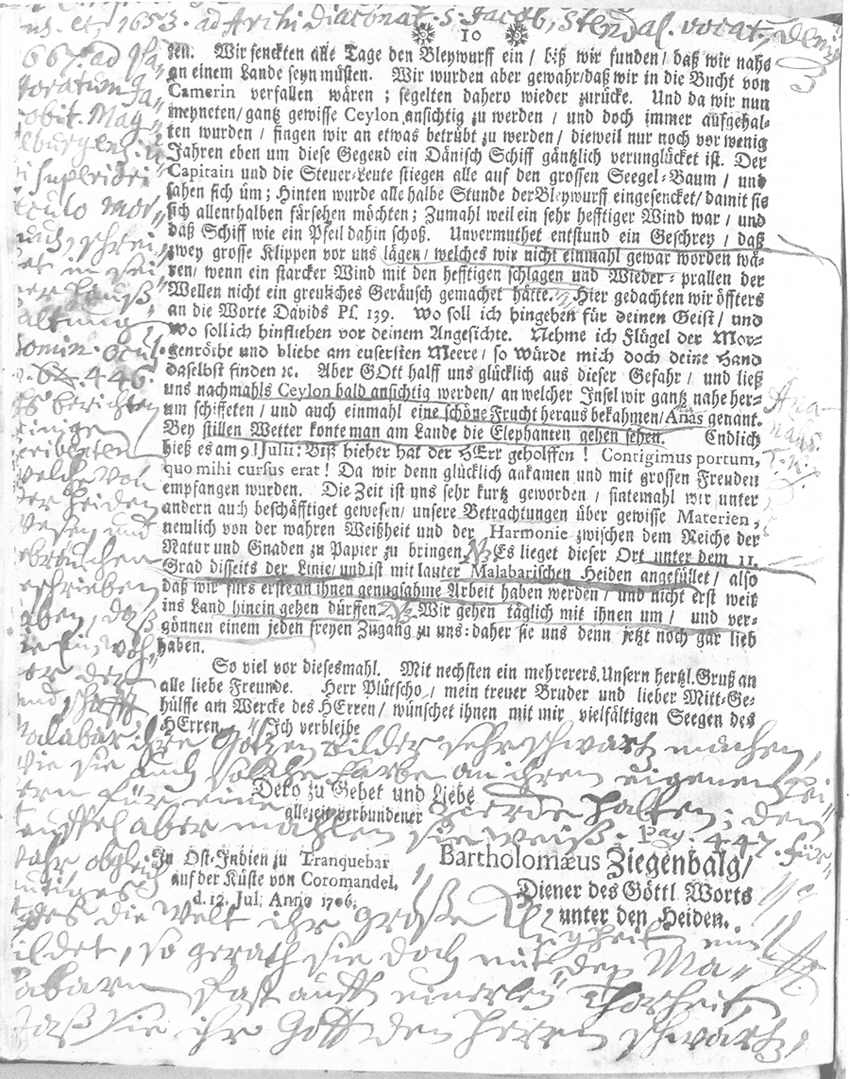
Handschriftliche Marginalien

Eine Marginalie (von lateinisch margo ‚Rand‘, marginalis ‚zum Rand gehörig‘) ist eine auf dem Rand einer Buchseite oder eines Manuskripts platzierte Bemerkung, die einen Kommentar, Hinweis oder eine Korrektur zu einer Stelle des Textes bietet.
In übertragener Bedeutung bezeichnet „Marginalie“ eine Nebensächlichkeit.

## Typen von Marginalien
Marginalien in antiken und mittelalterlichen Handschriften, wie zum Beispiel die Griffelglossen, oder in Frühdrucken können ebenso wie andere Arten der Glossen wertvolle Verständnishilfen bieten; sowohl zum Verständnis des Textes selbst als auch zum Verständnis dessen, wie der Text in der Entstehungszeit der Marginalie rezipiert wurde. Bisweilen finden sich Marginalien aber auch als bildhafte Darstellungen ohne inhaltlichen Bezug zum Text; teils als reine Ornamentik, teils erzählen sie eigene Geschichten. Zuweilen wurde der Rand der Drucke auch für Schreibübungen benutzt.
In drucktechnischem Kontext bezeichnet der Begriff auch gedruckte Randbemerkungen, z. B. als Erläuterung oder statt einer Abschnittsüberschrift, in ihrer Funktion vergleichbar den sogenannten ‚lebenden Kolumnentiteln‘. In dieser Verwendung werden die Marginalien oft ins Inhaltsverzeichnis aufgenommen, darin allerdings meist unter der zugehörigen Kapitelüberschrift als Fließtextaufzählung (jede Marginalie mit der zugehörigen Seitenzahl dahinter, abgetrennt von der Nachfolgerin durch ein geeignetes Zeichen, z. B. einen Gedankenstrich) präsentiert.
Im Manuskript eines zu publizierenden Textes, der gegengelesen wird, oder in dessen Druckfahnen kann die Marginalie eingesetzt werden, um Ergänzungen und Korrekturhinweise anzubringen, wofür dann oft ein entsprechend geräumiger Papierrand vorgesehen ist.
Bei der Untersuchung von privaten Bibliotheken, Leseexemplaren, Akten oder Briefen interessierender Persönlichkeiten, z. B. von Künstlern, Dichtern, Wissenschaftlern oder Politikern, können die von dem Betreffenden angebrachten Marginalien wertvolle Hinweise bieten, dass er bestimmte Aussagen des Textes besonders beachtet hat oder von ihnen zu eigenen Überlegungen angeregt wurde. Marginalien unbekannter Verfasser in den Büchern von öffentlichen Bibliotheken und Sammlungen oder auch in ausgeliehenen Schulbüchern gelten dagegen als Kritzeleien, Ärgernis und Sachbeschädigung.